# Hoogeveen
Hoogeveen – miasto w północno-wschodniej części Holandii, położone ok. 115 kilometrów na wschód od Amsterdamu.
Hoogeveen zostało założone 20 grudnia 1625 roku przez Roelofa van Echtena. W drugiej połowie lat sześćdziesiątych XX wieku było najszybciej rozwijającym się miastem w Holandii. Jest trzecim co do wielkości miastem w prowincji Drenthe, z liczbą mieszkańców wynoszącą ok. 53 000. Położone jest w pobliżu autostrad A28 (Utrecht-Groningen), N/A37 (Hoogeveen-Niemcy) oraz posiada własne lotnisko.

## Miasta partnerskie
- Martin